# Bernard Mandeville
Bernard Mandeville (Rotterdam, 15 november 1670 – Hackney (Londen), 21 januari 1733) was een Nederlandse (zenuw)arts en filosoof.

## Leven
In 1689 verdedigde Mandeville aan de universiteit van Leiden zijn werk De brutorum operationibus, waarin hij zich aansloot bij de Cartesiaanse gedachte dat dieren slechts automaten zijn. In 1691 studeerde hij af als arts op een werk met de titel De chylosi vitiata. Hierna verhuisde hij naar Engeland, waar hij de rest van zijn leven zou blijven.

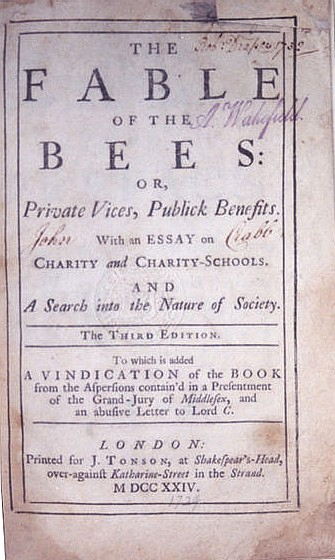
Titelpagina van de derde uitgave van Mandevilles The Fable of the Bees (1724)

Mandeville is vooral bekend om zijn gedicht "De morrende korf of Eerlijk geworden schurken", gepubliceerd in 1705 onder de titel "The Grumbling Hive, or Knaves Turn'd Honest". In 1714 publiceerde hij de Fable of the Bees: or, Private Vices, Publick Benefits. Daarvan verscheen in 1723 een uitgebreidere versie. In 1729 verscheen The Fable of the Bees, part II.
Mandeville is het bekendst door zijn stelling dat de ondeugd de eigenlijke bron van het algemeen welzijn is, terwijl de deugd die juist kan schaden. Een voorbeeld uit de economie: een losbandig persoon handelt uit slechte neigingen, "maar dit levert werk op voor kleermakers, dienstknechten, parfumeurs, koks en dames van lichte zeden, die op hun beurt weer bakkers, timmerlui enzovoort nodig hebben." De hebzucht van de losbandige is dus tot nut van de maatschappij als geheel. De regel dat individueel nut niet gelijk hoeft te zijn aan maatschappelijk nut, is een belangrijke stelling in de economie, die naar hem ook de Mandevilleparadox heet. Deze stellingname schokte de gemeenschap hevig en werd bestreden door de meeste van zijn vrome tijdgenoten.
Mandeville oppert dat de samenlevingen van mensen zijn ontstaan door het belang dat zij erbij hebben om zich te beschermen. Dat mensen egoïstisch zijn in de zin dat zij zich laten leiden door hun eigenbelang, is voor Mandeville geen keuze, maar een natuurlijk gegeven, waarin de mens niet verschilt van andere levende schepselen.

## Citaat
Alleen is Mandeville natuurlijk veel moediger en oprechter dan de banale apologeten van de burgerlijke maatschappij. (Karl Marx)

## Werken (selectie)
- Typhon: a Burlesque Poem (1704)

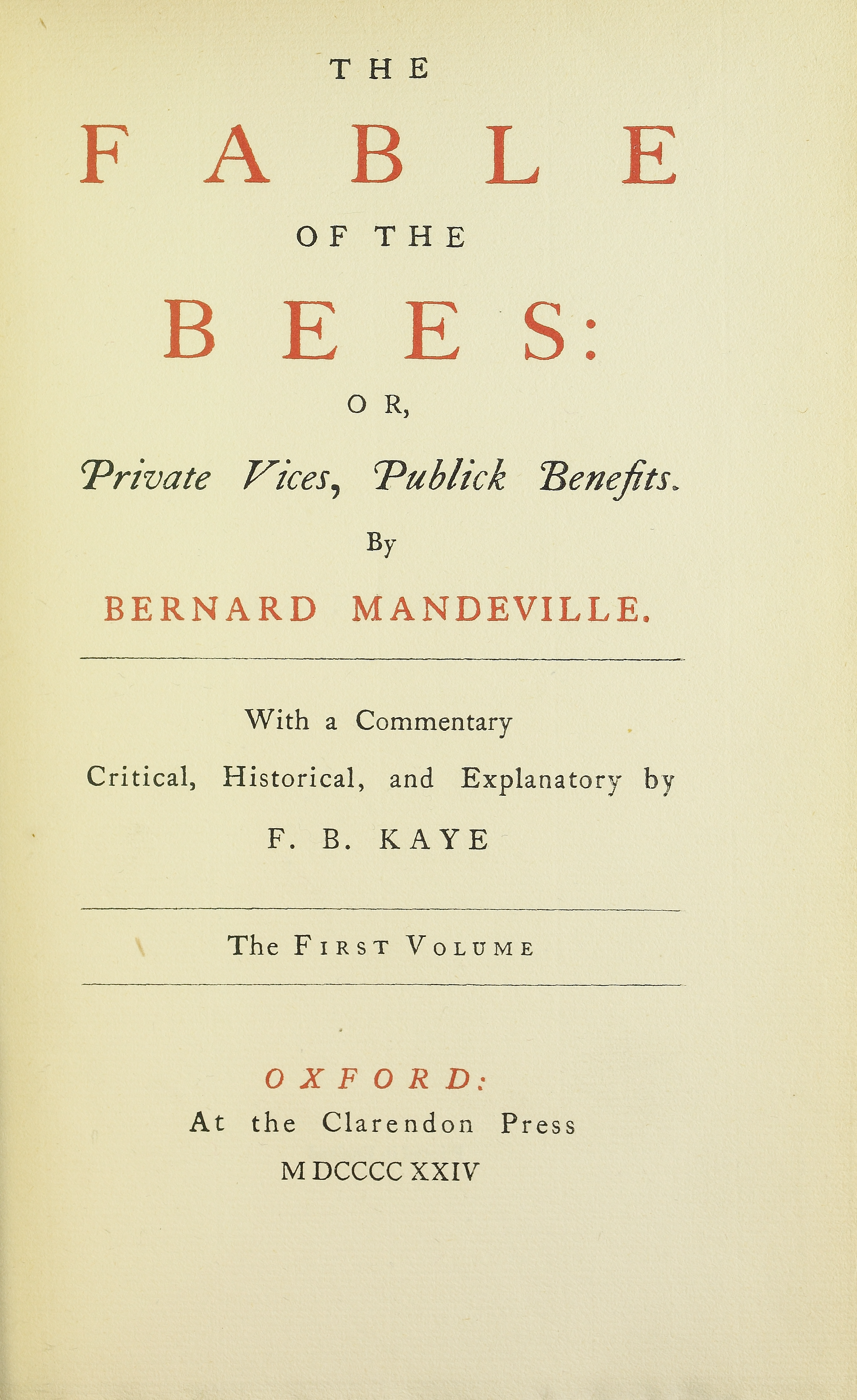
Fable of the bees, 1924

- Aesop Dress'd, or a Collection of Fables writ in Familiar Verse (1704)
- The Planter's Charity (1704)
- The Virgin Unmasked (1709, 1724, 1731, 1742)
- Treatise of the Hypochondriack and Hysterick Passions/Diseases (1711, 1715, 1730)
- The Fable of the Bees, Private vices, publick benefits (1714/1723)
- Free Thoughts on Religion, the Church, and National Happiness (1720). Vertaald als: Onpartydige gedachten over de godsdienst, de kerk, en des volks geluk. T'Amsterdam. By de Janssoons van Waesberge, 1723
- A Modest Defence of Publick Stews (1724)
- An Enquiry into the Causes of the Frequent Executions at Tyburn (1725)
- The Fable of the Bees, part II. (1729)
- The Origin of Honour and the Usefulness of Christianity in War (1732).

Werken die ten onrechte aan hem worden toegeschreven zijn The World Unmasked (1736) en Zoologia medicinalis hibernica (1744).

## Tekstuitgaven
- Bernard Mandeville, De wereld gaat aan deugd ten onder. Inleiding en vertaling Arne C. Jansen. Lemniscaat, 2006. ISBN 9056377973.
- Bernard Mandeville, Mensen spreken niet om begrepen te worden. Inleiding en vertaling Arne C. Jansen. Lemniscaat, 2007. ISBN 9789056379087.
- Bernard Mandeville, De fabel van de bijen. Inleidingen Harro Maas en Arne C. Jansen, vertaling Arne C. Jansen. Lemniscaat, 2008. ISBN 9789047700333.
- Bernard Mandeville, De oorsprong van de eer en het nut van christelijkheid bij oorlog. Inleidingen Arne C. Jansen en nawoord Hans Achterhuis, vertaling Arne C. Jansen. Lemniscaat, 2010. ISBN 9789047701620.
- Bernard Mandeville, Vrije gedachten over godsdienst, kerk en volksgeluk. Inleiding Meerten B. ter Borg, vertaling Arne C. Jansen. Lemniscaat, 2011. ISBN 9789047703587.
- Bernard Mandeville, De ontmaskerde maagd & Dagverhalen van Lucinda en Artesia. Inleiding en vertaling Arne C. Jansen. Janskeul, 2023. ISBN 9789464813784.
- Bernard Mandeville, Ik ben Filopirio. Eigen therapie bij hypochondrie. Inleiding en vertaling Arne C. Jansen. Janskeul, 2024. ISBN 9789464815788
- Bernard Mandeville, Die Bienenfabel oder Private Laster, öffentliche Vorteile. Mit einer Einleitung von Walter Euchner. 2. Aufl. Frankfurt/Main 1980 (stw 300). ISBN 3518279009 (Deze tekst volgt de derde uitgave uit 1724.)
- The Fable of the Bees: or, Private Vices, Public Benefits. By Bernard Mandeville. With a Commentary Critical, Historical, and Explanatory by F. B. Kaye, 2 vol. Oxford 1924, 2. Ed. 1957. (Toonaangevende kritische editie.)
- Bernard Mandeville, Fabel van de Bijen, Particuliere zonden, algemeen profijt. Vertaald door Jean Schalekamp (het commentaar) en Jan Eijkelboom (de fabel), 1985, Weesp, ISBN 9062621120. Omdat dit boek niet meer herdrukt zal worden en daarmee de vertaling van de fabel door Jan Eijkelboom verloren dreigde te gaan, is door auteur en uitgever in 2007 besloten de fabel online te zetten, onder de titel De mopperkorf. Een nieuwere Nederlandse weergave van de fabel, maar niet in dichtvorm, is in 2006 verschenen in het eerste boek hierboven genoemd.